# Українсько-панамські відносини
Українсько-панамські відносини — відносини між Україною та Республікою Панама.
Українсько-панамські відносини розвиваються в загальному контексті відносин України з країнами Центральної Америки. Панама визнала незалежність України 16 травня 1992. Дипломатичні відносини було встановлено 21 травня 1993. Першим двостороннім договором (17 квітня 1993) передбачалося надання технічної та гуманітарної допомоги українським морякам, що проходили на кораблях Панамським каналом.
Права та інтереси громадян України в Панамі захищає Посольство України в Мексиці. 
Між країнами діє безвізовий режим.